# Актобе Ажары
«Актобе́ Ажары́» (каз. Ақтөбе Ажары — «Облик Актобе») — жилой комплекс, расположенный в 11-м микрорайоне города Актобе. Состоит из трёх высоток (125 квартир в каждой) и близлежащих зданий, составляющих инфраструктуру комплекса. Компания-застройщик — ТОО «Лашын Инвест Холдинг».

## Ход строительства
План будущего комплекса впервые был показан властям Актобе в 2005 году. Расположенная на месте будущего строительства автозаправочная станция была перемещена на другое место в рекордно короткие сроки.
По заверениям застройщика, комплекс из трёх 25-этажных сооружений должен был стать визитной карточкой и достопримечательностью города. Однако, несмотря на то, что 70 % будущих квартир было уже выкуплено дольщиками, процесс строительства растянулся. Из трёх основных зданий комплекса, строительство которых должно было закончиться в 2007 году, к 2010 году было достроено полностью лишь первое здание. Дабы ускорить темп стройки, администрация города Актобе в качестве коммунальной собственности выкупила за 400 млн тенге (2,7 млн долларов США) 4000 м² из части комплекса, предназначенной для коммерции.
В 2009 году около 200 из 500 рабочих, занятых на строительстве комплекса, которым подрядчик задолжал заработную плату, объявили о планах начать голодовку, если им не будет полностью выплачена задолженность. Ранее компания-застройщик решением суда была приговорена к выплате долга в размере 15 млн тенге (33 тыс. долларов США).
В 2010 году стало известно, что «Казкоммерцбанк» согласился выделить на достройку второй высотки комплекса 300 млн тенге (2 млн долларов США). Для строительства третьей башни банк планировал выделить 900 млн тенге (6 млн долларов США). 
В 2011 году аким города Актобе Нурмухамбет Абдибеков сообщил, что строительство третьего и самого последнего блока-секции должно закончиться в июле 2012 года. В конечном счёте жилой комплекс был достроен в октябре 2013 года — спустя 8 лет с момента презентации проекта и на 6 лет позже заявленного срока сдачи в эксплуатацию.    